# Budowlani Łódź Sportowa
Il Budowlani Łódź Sportowa è una società pallavolistica femminile polacca con sede a Łódź: milita nel campionato di Liga Siatkówki Kobiet.

## Storia

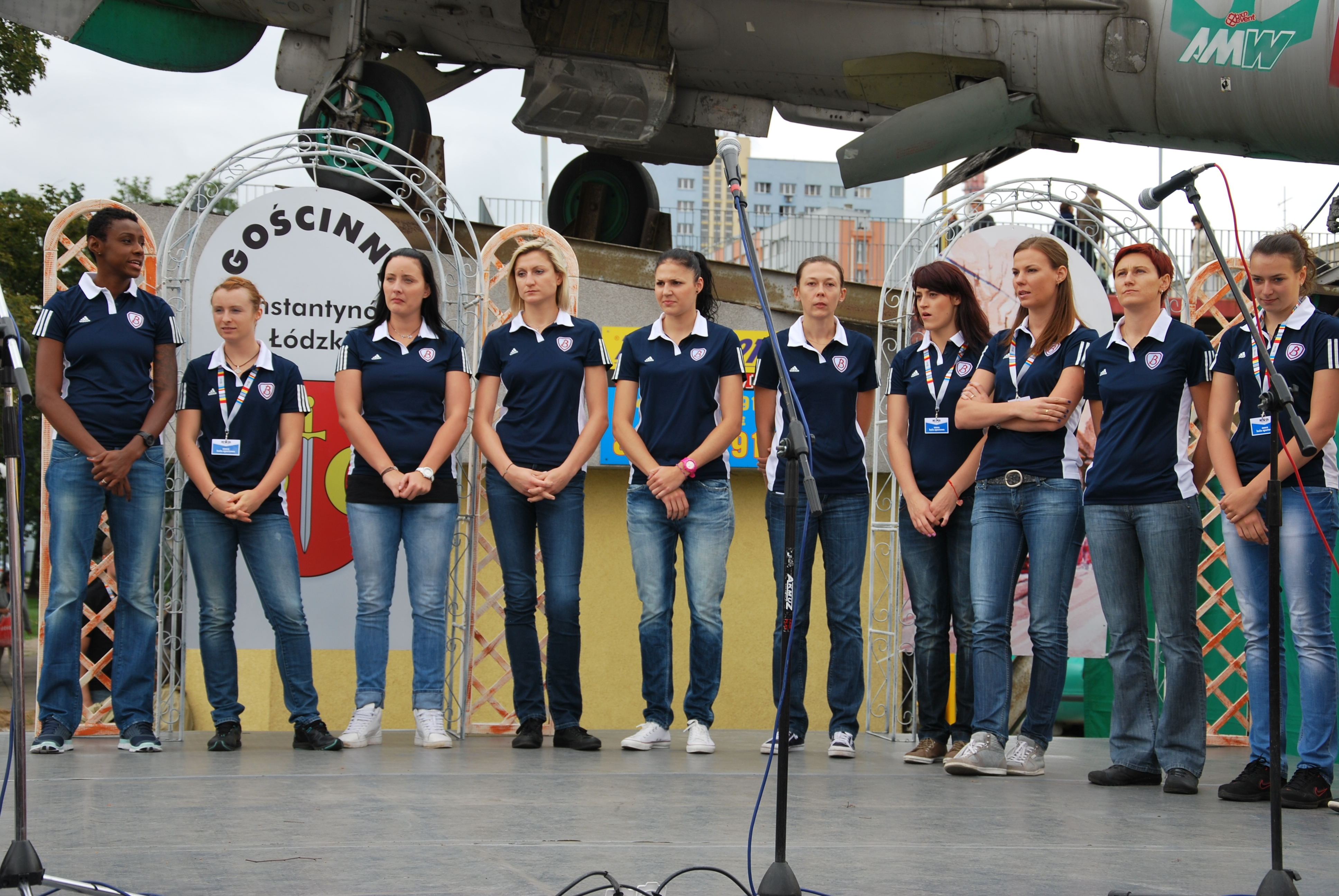
Budowlani Łódź 2012-2013

Il Klub Sportowy Budowlani Łódź nasce nel 2006 all'interno della omonima polisportiva, fondata nel 1948 e già attiva nella pallavolo femminile negli anni settanta ed anni ottanta, ma il cui miglior risultato fu una promozione in II divisione, prima della chiusura della sezione. In un primo momento si era pensato alla fusione con l'altro storico club della città, lo Start Łódź, ma i tentativi falliscono e si decide di ricreare il club all'interno della polisportiva, forte della sponsorizzazione del marchio Organika, facendo partire la squadra dalla III ligi, quarto livello del campionato polacco.
Dopo tre promozioni in altrettante stagioni, il club centra l'accesso alla massima serie polacca, debuttandovi nella stagione 2009-10 con la nuova denominazione di Budowlani Łódź Sportowa: con una squadra molto competitiva si classifica quarta campionato, ma soprattutto si aggiudica la Coppa di Polonia, battendo in finale le campionesse in carica del Muszynianka per 3-1. Questo risultato ha permesso alla squadra di qualificarsi per la prima volta ad una competizione europea, ossia la Champions League 2010-11. Nella stagione 2017-18 si aggiudica la Supercoppa polacca e la Coppa di Polonia, ripetendo la vittoria in supercoppa nell'edizione 2018 e 2020 sempre ai danni del Chemik Police.

## Rosa 2021-2022
| N° | Nome                | Ruolo | Data di nascita   | Nazionalità sportiva |
| -- | ------------------- | ----- | ----------------- | -------------------- |
| 2  | Justyna Kędziora    | S     | 29 settembre 2000 | Polonia              |
| 5  | Małgorzata Śmieszek | C     | 11 luglio 1996    | Polonia              |
| 6  | Anna Lewandowska    | C     | 2 dicembre 1995   | Polonia              |
| 7  | Martyna Łazowska    | P     | 10 aprile 2002    | Polonia              |
| 8  | Zuzanna Górecka     | S     | 10 aprile 2000    | Polonia              |
| 9  | Weronika Centka     | C     | 6 settembre 2000  | Polonia              |
| 10 | Ana Cleger          | O     | 27 novembre 1989  | Azerbaigian          |
| 14 | Monika Fedusio      | S     | 6 novembre 1999   | Polonia              |
| 16 | Daria Skomorowska   | L     | 4 ottobre 2002    | Polonia              |
| 18 | Justyna Łysiak      | L     | 20 gennaio 1999   | Polonia              |
| 23 | Maja Pelczarska     | P     | 13 luglio 1995    | Polonia              |
| 24 | Paulina Damaske     | S     | 1º giugno 2001    | Polonia              |
| 91 | Julia Szczurowska   | O     | 29 luglio 2001    | Polonia              |

## Palmarès
- Coppa di Polonia: 2

2009-10, 2017-18
- Supercoppa polacca: 3

2017, 2018, 2020

## Denominazione precedente
- 2006-2009: Klub Sportowy Budowlani Łódź